# Brekke kommun
Brekke kommun (norska: Brekke kommune) var en kommun i dåvarande Sogn og Fjordane fylke i västra Norge. Kommunen omfattade den östra delen av nuvarande Gulens kommun. Byn Brekke utgjorde kommunens centralort.

## Administrativ historik
Brekke kommun upprättades 1850 genom utbrytning ur Gulens kommun (Evenviks kommun). Kommunen hade 898 invånare vid upprättandet.
1861 gick Brekke kommun, tillsammans med Laviks kommun, upp i Lavik og Brekke kommun. Kommunens hade då 898 invånare.
Den 1 januari 1905 delades Lavik og Brekke kommun i två och de båda tidigare kommunerna Lavik respektive Brekke återupprättades. Brekke kommun hade då 982 invånare.
Den 1 januari 1964 gick kommunen åter upp i Gulens kommun. Kommunens hade då 782 invånare.